# Eleccions parlamentàries de Veneçuela de 2025

Resultats de les eleccions parlamentàries de 2025

Les eleccions parlamentàries de Veneçuela de 2025 es van celebrar el 25 de maig per elegir els 277 diputats de l'Assemblea Nacional. Les eleccions van tenir lloc durant la crisi política actual al país i no s'esperava que fossin lliures ni justes.